# یواس‌اس باس (اس‌اس‌کی-۲)
یواس‌اس باس (اس‌اس‌کی-۲) (به انگلیسی: USS Bass (SSK-2)) یک زیردریایی بود که طول آن ۱۹۶ فوت ۱ اینچ (۵۹٫۷۷ متر) بود. این زیردریایی در سال ۱۹۵۱ ساخته شد.